# 베를린 알렉산더플라츠역
베를린 알렉산더플라츠역(Bahnhof Berlin Alexanderplatz)은 베를린 미테구 미테에 있는 철도역이다. 지상역은 베를린 도심선 상에 있으며 대도시역(Metropolbahnhof)으로 분류된다. 2018년 기준 일일 S반 이용객 수는 14만 명으로 오스트크로이츠역, 프리드리히슈트라세역에 이은 3위를 기록하고 있다. 2019년 기준 일일 이용객 및 방문객 수는 15만 2000명으로 독일 철도역 중 최상위권 20위 내에 속하며 베를린에서는 6위에 속한다.
지하 도시철도 역사는 베를린 U반의 노선 3개가 정차한다. 베를린 버스 및 베를린 노면전차와의 환승 결절점으로도 기능하고 있다. 역세권에는 텔레비전탑, 세계시계가 있는 알렉산더 광장(Alexanderplatz)이 있다.

## 도심선

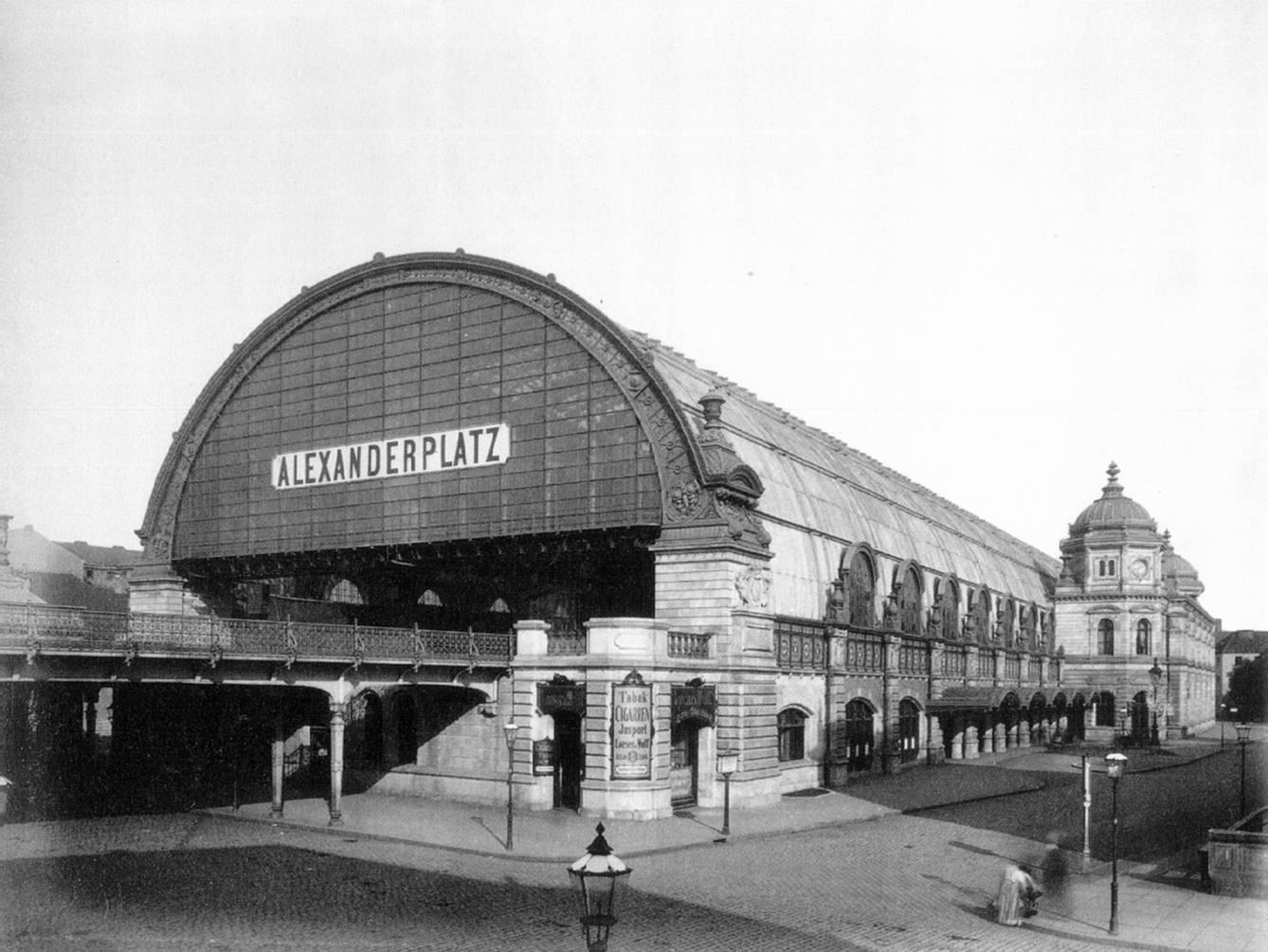
1885년 알렉산더플라츠역

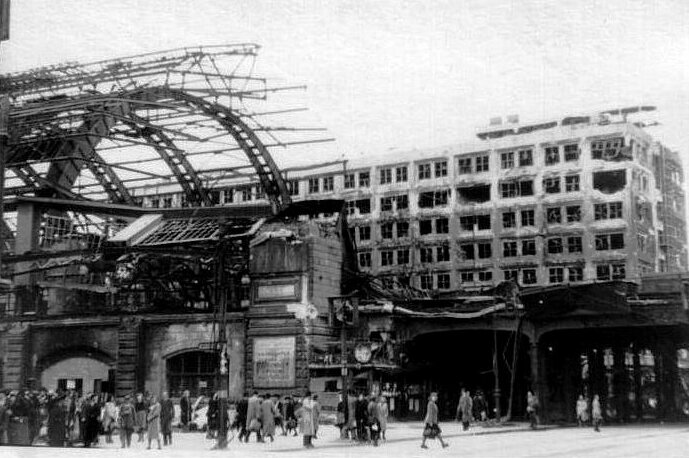
제2차 세계 대전으로 인한 피해

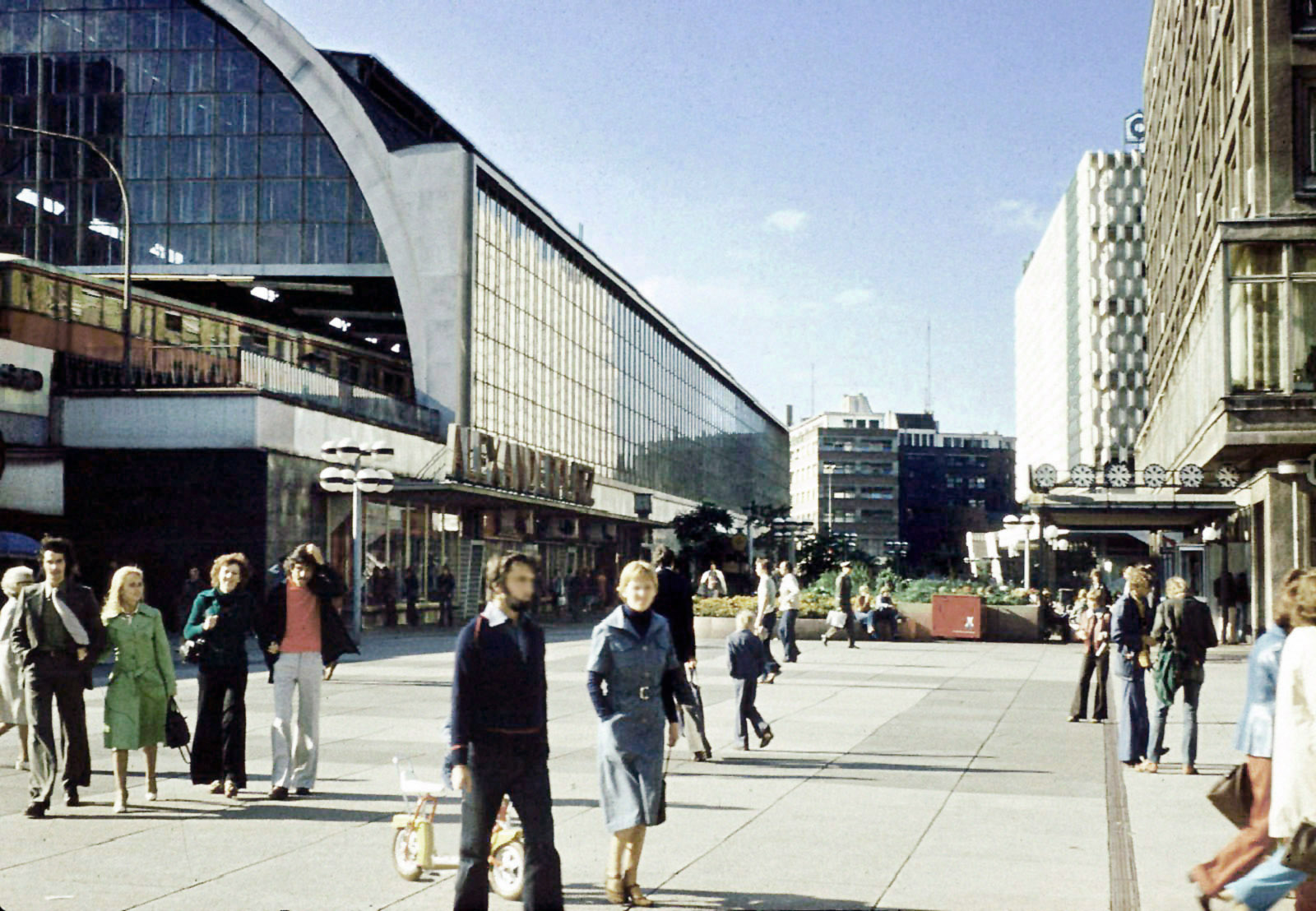
1980년대

1875년 착공한 베를린 도심선의 역은 1881년부터 1882년까지 건설되었고, 요한 에두아르트 야콥스탈(Johann Eduard Jacobsthal)이 설계했다. 과거 베를린성의 해자를 구성하고 있었던 쾨니히스그라벤(Königsgraben)을 매립한 부지 위에 건설되었다. 역사는 2면 4선으로 건설되었고, 승강장 길이는 164 m, 승강장 지붕은 반원형으로 건설되었다. 역의 역무 공간은 도심선 교각 아래에 설치되어 있다. 근교선 열차는 1882년 2월 7일에 최초로 정차했고, 장거리 열차는 같은 해 5월 15일부터 정차했다.
1925년부터 1926년까지 프리드리히 휠젠캄프(Friedrich Hülsenkampf)의 설계로 역이 개축되었다. 과거 대합실은 제1차 세계 대전으로 인한 손상과 초인플레이션으로 인하여 관리가 부실해졌다. 독일국영철도에서는 역 개축 당시에 조명 시설 개선에 초점을 맞추었다.
1928년 6월 11일부터 S반 전동차 운행이 시작되었다. 운행 초기에는 일부 열차가 증기 기관차 견인으로 계속 운행되었으나 시간이 지남에 따라서 전부 전동차로 변경되었다. 1929년부터 1932년까지 진행되었던 도심선 교각의 강화와 함께 대합실 개축이 진행되었다. 역에 지하층을 건설하기 위해서 건설 당시에 확보되어 있었던 지하 공간을 사용했다. 이 과정에서 지하 도시철도역과의 직접 환승 통로가 개통되었고 에스컬레이터가 설치되었다.
제2차 세계 대전 당시 연합군에 의한 베를린의 폭격으로 1943년 11월 23일에 역이 크게 손상되었다. 장거리 열차는 1942년에 운행이 중단되었고, 베를린 전투 당시 1945년 4월에 S반 운행이 중단되었다. S반 재운행은 1945년 11월 4일이 되어서야 가능했다. 1945년 말부터  1951년까지 피해 복구 공사가 진행되었다.

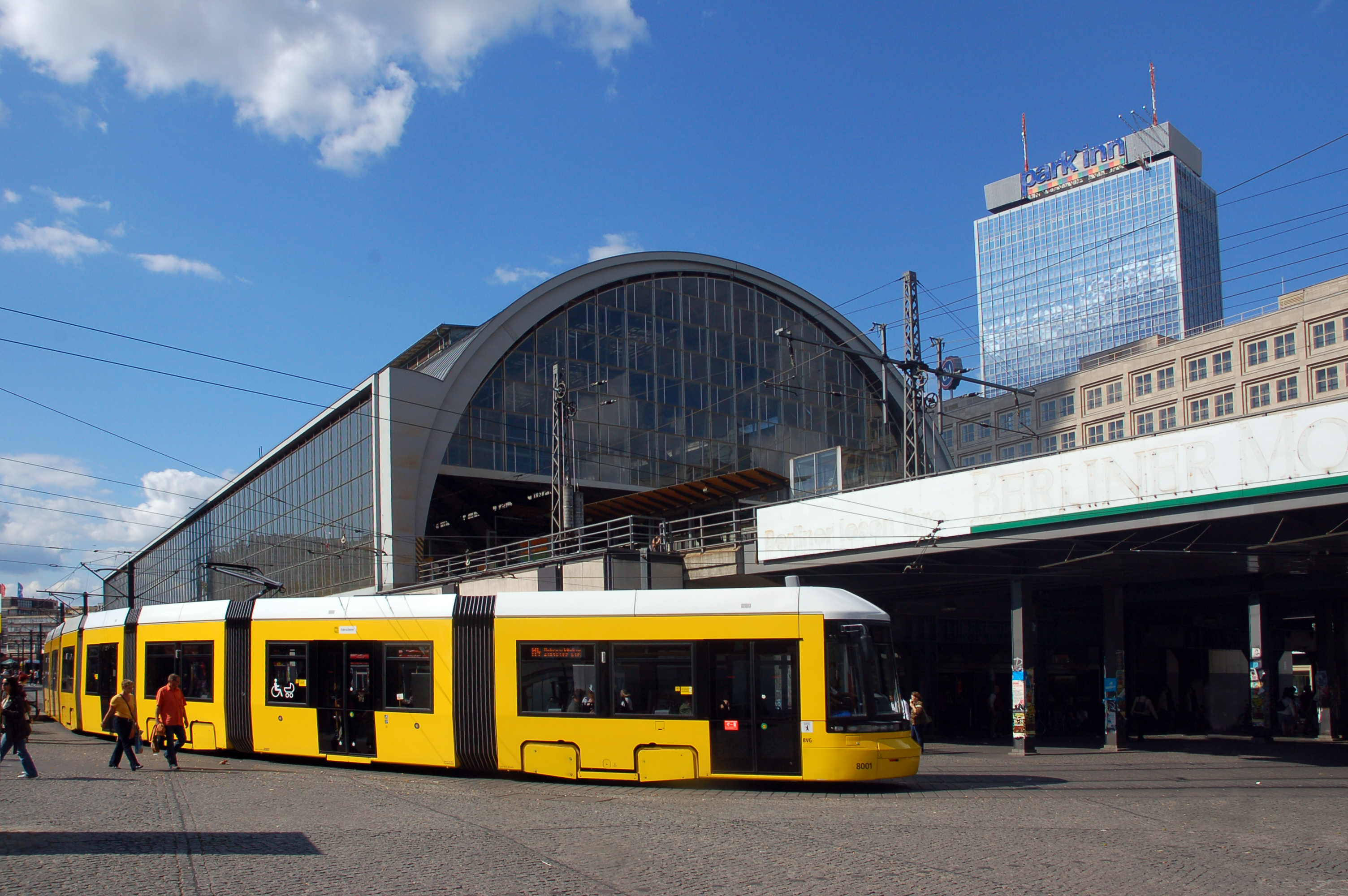
알렉산더플라츠역에 정차한 노면전차 M2, M4, M5, M6 노선

1962년부터 1964년까지 시내 교통의 개선과 함께 개축공사가 진행되었다. 한스 요하힘 마이(Hans Joachim May), 귄터 안드리히(Günter Andrich)가 사회주의적 도시를 염두에 두고 설계했다. 역사 벽체는 유리로 개축되었고 바닥면은 화강암으로 마감되었다. 이와 함께 지하 통로가 건설되었다. 한편 알렉산더플라츠역 건설은 국제적인 건설상을 받았으나 상금이 서독 마르크로 수여되었기 때문에 역 설계자들은 상금을 수령할 수 없었다.
개축 이후 S반 운행이 1942년부터 영업을 중단한 장거리선 승강장으로 대체되었으며, 승강장 높이도 70 cm에서 96 cm로 높아졌다. 도심선의 최소 배차 간격 90초를 유지하기 위해서 일부 S반 열차군은 이 역 내선에서 종착했고, 과거 장거리선 승강장과 연결된 인상선으로 진입하여 회차했다.
동서독 통일 이후 베를린 내각에서는 역사 및 도심선 교각의 개보수공사를 진행했고, 도이체 반에서 유휴 공간을 상업적으로 개발할 것을 고려했다. 로베르트 파울 니스(Robert Paul Niess)와 레베카 체스트넛(Rebecca Chestnutt)이 설계했다. 1995년부터 1998년 3월 12일까지 공사가 진행되었다. 역사 개축 이후 역 내부 공간에 상가, S반 고객 센터, DB 고객 센터가 입주했다. S반 열차는 1998년부터 동쪽 승강장에만 정차하기 시작했으며, 서쪽 승강장은 장거리 열차용으로만 사용된다.

## 도시 철도

알렉산더플라츠역의 도시철도역 지도

알렉산더플라츠역은 베를린 U반에서 가장 규모가 큰 역이다. U2, U5, U8 노선의 역으로 구성되어 있다. 역사는 H형으로 배치되어 있으며, U2 지하역은 동쪽, U8 지하역은 서쪽, U5 지하역은 중간에 위치해 있다. U2와 U8 승강장은 U5 승강장 및 상가가 있는 별도의 환승통로로 연결된다.
알프레드 그레난데르(Alfred Grenander)가 설계한 현재의 U2의 첫 번째 지하철역은 1913년 7월 1일에 영업을 시작했다. 포츠담 광장에서 슈피텔마르크트를 거치는 베를린의 두 번째 노선의 동쪽 종점이었다. 승강장 아래에는 프리드리히스하인 방면으로 연장 시 사용할 선시공부가 같이 건설될 예정이었으나 제1차 세계 대전으로 인하여 지어지지 않았다.
몇 년 후 AEG에서는 남북간 도시철도 노선(현재의 U8)을 건설하려고 시도했다. 도시철도 건설을 위해서 베를린 도심선 서쪽에 터널 굴착을 시작했다. AEG의 재정적인 이유로 도시철도 건설이 불가능해지자 베를린 시에서 노선을 인수했다. 베를린 시에서는 현재의 U2 노선과의 환승 편의를 위해서 새로운 노선을 알렉산더 광장을 경유하도록 결정했고, 1926년에 도심선 아래쪽에 U8 역사를 착공하여 1930년 4월 18일에 개업했다.
1926년/1927년에는 동쪽으로 진행하는 현재의 U5 공사가 시작되었다. 2면 4선 규모의 역을 건설하여 U2, U8 역사를 지하에서 연결하는 형태로 설계되었다. 승강장 외선으로는 추가 노선(바이센제 방면으로 계획된 U3)이 건설될 예정이었으나 실현되지 않았다. U5 역사는 1930년 12월 21일에 개업했으며 지하 11.25 m에 지어졌다. U5, U8 및 지하 환승통로 역시 알프레드 그레난데르가 설계했으며, 신즉물주의 양식으로 통합된 형태로 설계되었다.
1961년 베를린 장벽 건설 당시 알렉산더플라츠역에는 동서독 국경 검문소가 설치되지 않았기 때문에, U8 역사는 다른 노선의 역사와 분리되어 유령역이 되었고 출구가 폐쇄되었다. 서베를린으로 연결되는 노선이 있다는 사실을 최대한 숨기기 위해서, U8 승강장을 가로막은 벽은 역사 내 다른 벽과 유사한 타일로 마감되었고 지상의 역명판도 철거되었다. 동베를린에서 계속 운행했던 U2 역사는 1972년 알렉산더플라츠 화재 이후 개축되었다.
독일의 재통일 이후 역 개보수공사에 약 3600만 유로가 투입되었다. U8 역사는 재개통을 위해서 1990년 5월 17일부터 6월 30일까지 개보수공사가 진행되었다. 역 전체적으로 터키석 색상 타일로 마감되었다. U5, U8 역사는 승강장 바닥으로 밝은 화강암이 사용되었고, U2 승강장은 건축유산 조건으로 인하여 새로운 아스팔트 포장이 진행되었다. 엘리베이터 설치를 위해서 일부 출입구는 재배치되었다. 최종적으로 엘리베이터 총 4기, 계단 86개, 출구 9곳이 설치되었다. U2 역사는 2001년 1월부터 2001년 3월까지, U5 역사는 2003년 2월부터 2004년 9월까지 개보수공사가 진행되었다. 지하상가 북동쪽에는 DAISY 시스템 중앙 제어소가 설치되었다. 2012년 6월에는 역사 내에 새로운 BVG 고객센터가 설치되었다.

### 인상선
역 서쪽으로는 인상선 4선이 설치되어 있었다. 1920년대 노선 건설 당시에 복층형 역사로 설계했으며, 하층 역사는 모래로 채워 두었다. 2010년대의 U5 노선의 서부 연장 공사 시기에 이 공간의 선시공부를 사용했다. 2016년에에 인상선 공사가 시작되어 2선은 복선으로 편입되었고, 다음 역인 로테스 라트하우스역이 복층형으로 건설되었고 하층부에는 인상선 4선이 설치되었다. 2020년 12월 4일 브란덴부르거 토어-알렉산더플라츠 구간 개통 이후 베를린 중앙역까지 연장되었다. 인상선은 U8 노선과의 연결선인 바이젠터널(Waisentunnel) 및 U2 노선과의 연결선인 클로스터터널(Klostertunnel)과 연결되어 있다.

## 인접 정차역
베를린 버스 및 베를린 노면전차 노선과 환승 가능하다.
| HBX                                          | HBX                    | HBX                                         |
| -------------------------------------------- | ---------------------- | ------------------------------------------- |
| 프리드리히슈트라세 탈레 중앙역/고슬라어 방면 | 하르츠베를린엑스프레스 | 동역 방면                                   |
| RE·RB                                        |                        |                                             |
| 프리드리히슈트라세 마그데부르크 중앙역 방면  | RE 1                   | 동역 프랑크푸르트 (오데르) 중앙역 방면      |
| 프리드리히슈트라세 나우엔 방면               | RE 2                   | 동역 콧부스 중앙역 방면                     |
| 프리드리히슈트라세 데사우 중앙역 방면        | RE 7                   | 동역 젠프텐베르크 방면                      |
| 프리드리히슈트라세 비스마르 방면             | RE 8                   | 동역 BER 공항 방면                          |
| 프리드리히슈트라세 포츠담 골름역 방면        | RB 23                  | 동역 BER 공항 방면                          |
| 베를린 S반                                   |                        |                                             |
| 하케셔 마르크트 슈판다우 방면                | S3                     | 야노비츠브뤼케 에르크너 방면                |
| 하케셔 마르크트 베스트크로이츠 방면          | S5                     | 야노비츠브뤼케 슈트라우스베르크 노르트 방면 |
| 하케셔 마르크트 포츠담 방면                  | S7                     | 야노비츠브뤼케 아렌스펠데 방면              |
| 하케셔 마르크트 슈판다우 방면                | S9                     | 야노비츠브뤼케 BER 공항 방면                |
| 베를린 지하철 2호선                          |                        |                                             |
| 클로스터슈트라세 룰레벤 방면                 | U2                     | 로자룩셈부르크플라츠 팡코 방면              |
| 베를린 지하철 5호선                          |                        |                                             |
| 로테스 라트하우스 중앙역 방면                | U5                     | 실링슈트라세 회노 방면                      |
| 베를린 지하철 8호선                          |                        |                                             |
| 야노비츠브뤼케 헤르만슈트라세 방면           | U8                     | 바인마이스터슈트라세 비테나우 방면          |